# Wellington Agramonte
Wellington Agramonte de los Santos (San Cristóbal, República Dominicana, 12 de febrero de 1989) es un futbolista internacional dominicano. Se desempeña en el terreno de juego como portero y su actual equipo es el Club Atlético San Cristóbal de la Liga Dominicana de Futbol.